# Стрелецкая бухта
Стреле́цкая бу́хта — одна из бухт, расположенных в пределах административной территории города Севастополя.

## Особенности бухты
Стрелецкая бухта относится к Севастопольским бухтам и находится в Гагаринском районе Севастополя в трех километрах к юго-западу от Южного мола Севастопольской бухты. Бухта глубоко вдается в берег, на котором для причала судов была устроена искусственная насыпь.

## Названия и история
Название бухты впервые упоминает П. С. Паллас в 1793 году. Происхождение топонима вызывает споры. Возможно, название бухты восходит к 40-пушечному фрегату «Стрела», входившему в состав ЧФ с 1783 по 1788 годы. За эти годы корабль не один раз мог стоять в этой бухте, которую называли сначала Стрельской. По утверждению Эдуарда Мезиса, в этой бухте производилась пристрелка корабельных орудий, и бухта называлась сначала Стрельной, позже Стрелецкой.
Перед Первой мировой войной вошёл в строй Стрелецкий форт — фортификационное сооружение из батарей № 15 и № 17, построенный в 1908—1912 годах для артиллерийской обороны морского побережья Севастопольской крепости.
В 1941—1942 годах в Стрелецкой бухте находилась база катеров ОВРа (охраны водного района). Здесь совершил свой подвиг матрос И. К. Голубец, который ценой собственной жизни предотвратил взрыв боеприпасов на горящем катере.
В бухте базируются вспомогательные и боевые корабли Черноморского флота России. На территории бухты расположен 91-й судоремонтный завод Черноморского флота.